# Metralladora Fittipaldi
La Fittipaldi era una metralladora accionada per retroces, que va ser dissenyada per Rafael Fittipaldi i patentada en la Oficina de Patents i Marques de Estats Units amb el número 1.099.245 el 9 de juny de 1914.

## Descripció
Utilitza el canó del fusell Mauser Model 1889 i el seu forrellat va ser adaptat al moviment rectilini. La Fittipaldi era alimentada mitjançant una cinta reutilitzable d'eslabons metàl·lics i anava montada sobre un tripode. Una camisa d'aigua de refrigeració rodejava el canó, per què el canó no es sobreescalfés.

## Història
La metralladora Fittipaldi no va ser adoptada per l'exèrcit de l'Argentina. Se sap molt poc d'aquesta metralladora, ni la seva història ni perquè no va ser adoptada per l'exèrcit argentí. El prototip, de 1912, està exposat en el "Cuarto XVI" conegut com a "Camino a la Libertad" del Palau de la Pau en Buenos Aires.